# سرود ملی مالزی
کشور من (به مالایی: Negaraku) سرود ملی مالزی است.
در این سرود تأثیراتی از فارسی (و وام‌واژه‌های عربی در فارسی) نیز دیده می‌شود هم‌چون کاربرد واژه‌های رعیت، رحمت، سلامت و برتخت.

## متن
| Negaraku, tanah tumpahnya darahku, Rakyat hidup, bersatu dan maju, Rahmat Bahagia, Tuhan kurniakan, Raja kita, selamat bertakhta. Rahmat Bahagia, Tuhan kurniakan, Raja kita, selamat bertakhta. |  | نڬاراکو، تانه تومڤهڽ دارهکو رعیت هیدوڤ، برساتو دان ماجو رحمة بهاڬیا، توهن کورنیاکن راج کیت، سلامت برتختا رحمة بهاڬیا، توهن کورنیاکن راج کیت، سلامت برتختا |  | کشور من، سرزمینی که به پایش خون داده‌ام و رعیت آن در یگانگی و پیشرفت به‌سر می‌برند خداوند، رحمت و شادمانی ارزانی داراد و پادشاه ما سلامت بر تخت باد خداوند، رحمت و شادمانی ارزانی داراد و پادشاه ما سلامت بر تخت باد |